# El Pont de Suert
El Pont de Suert là thủ phủ của comarca (hạt) Alta Ribagorça, thuộc tỉnh Lleida, ở Catalonia, Tây Ban Nha, độ cao 838 mét trên mực nước biển, cạnh sông Noguera Ribagorçana, một nhánh của sông Segre. Dân số 2.418 (2007).